# Mur de Temístocles

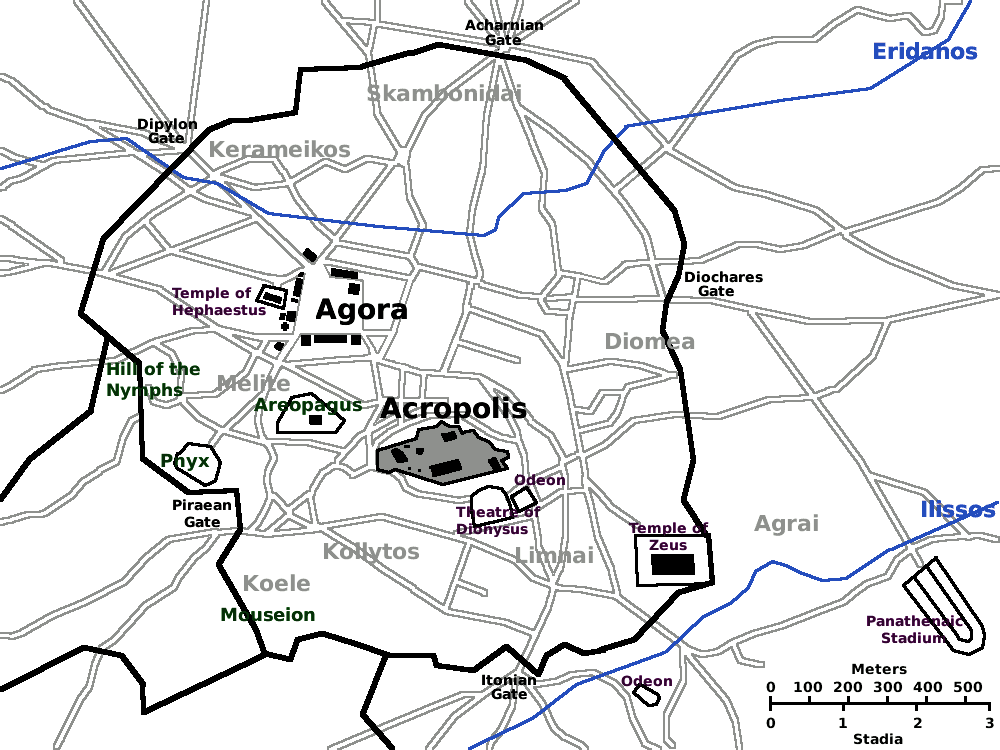
Mapa del Mur de Temístocles i del Diateichisma, construcció posterior

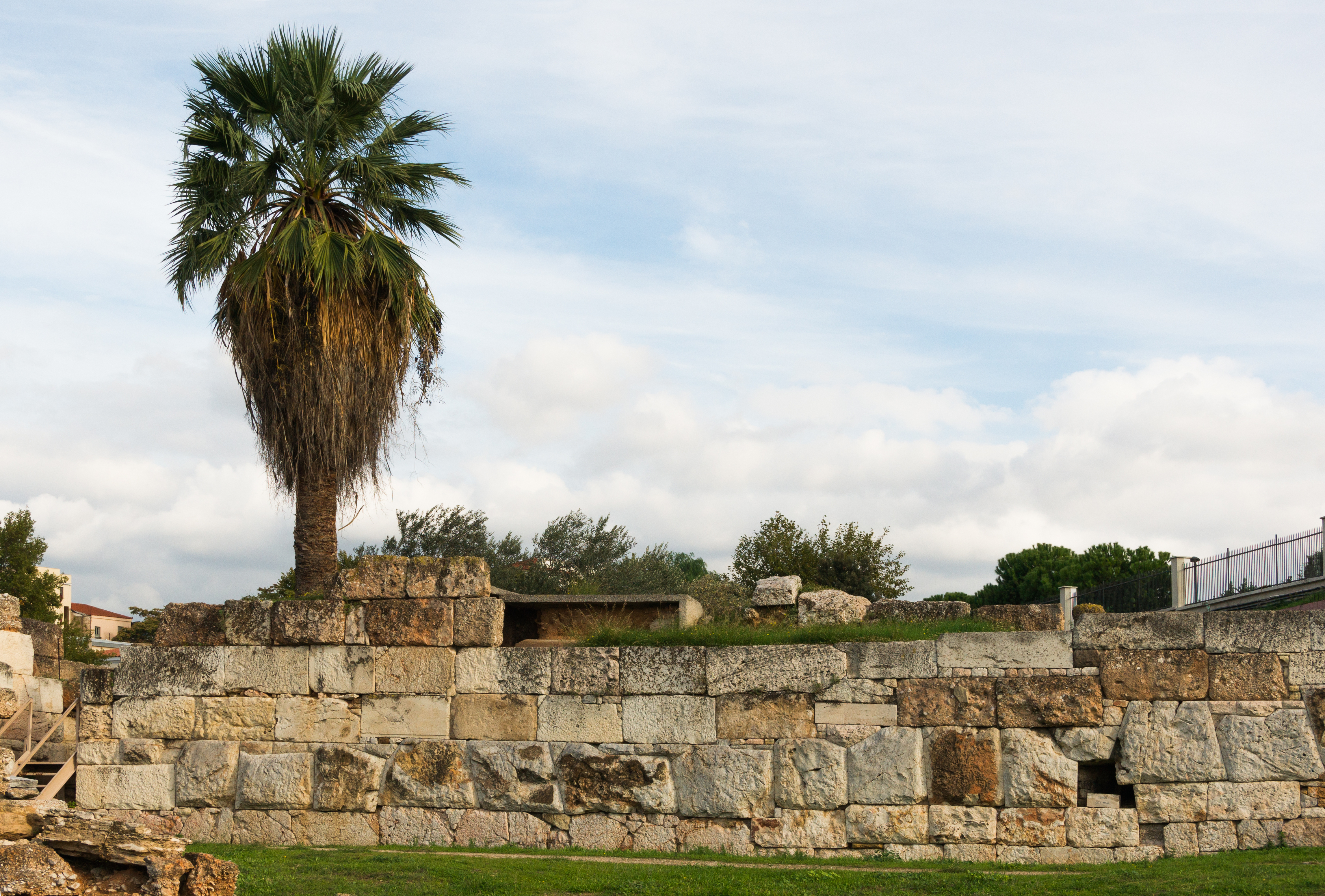
Ruïnes del Mur de Temístocles a Atenes, Grècia. Construcció posterior a la Segona Guerra mèdica

El Mur de Temístocles (grec: Θεμιστόκλειον τείχος) era una muralla construïda a Atenes, després de la Segona Guerra mèdica per a protegir-se d'un possible atac persa. Fou construïda principalment amb materials espoliats (spolia).

## Història

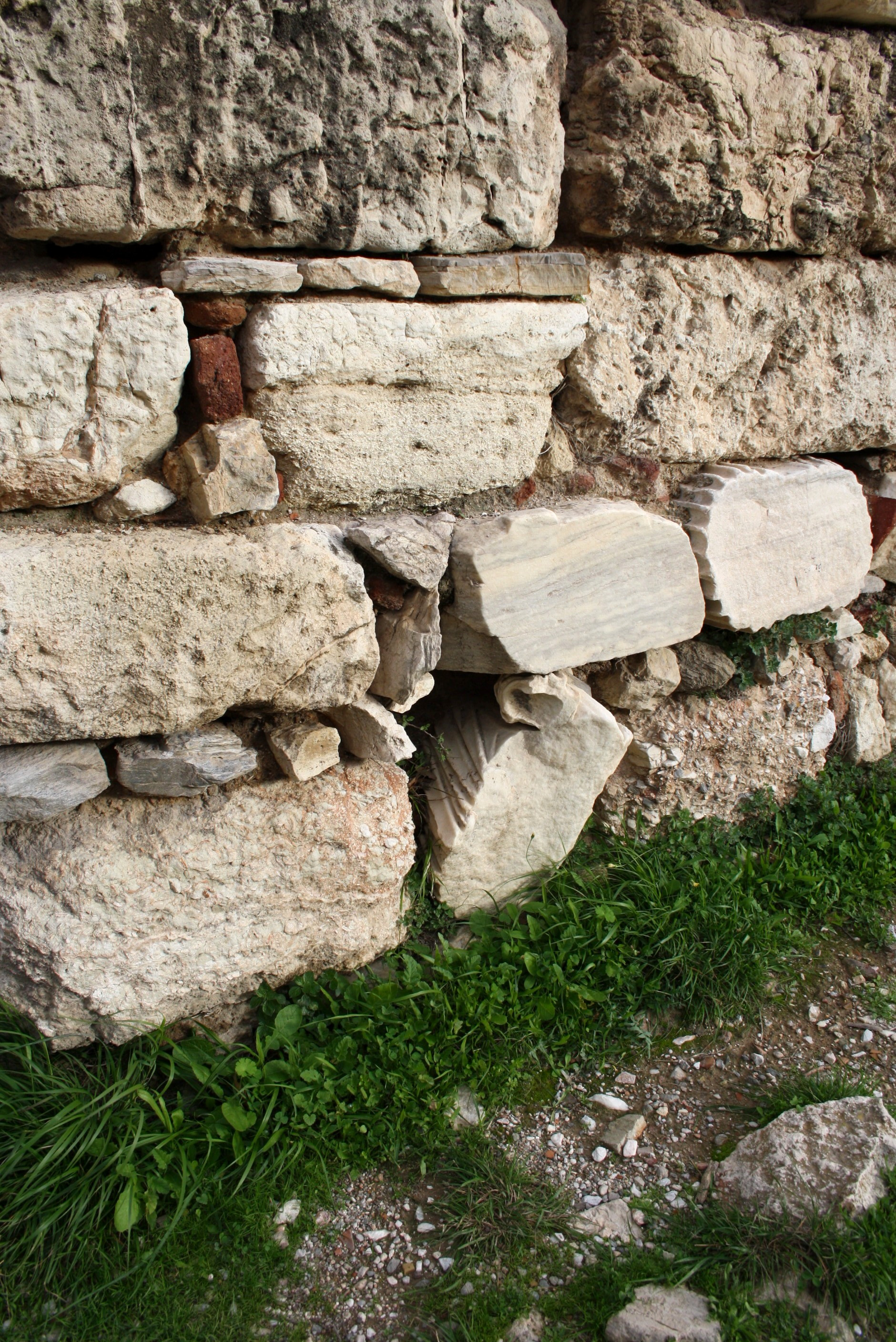
Reutilització de part del mur en l'Odèon d'Agripa a Atenes

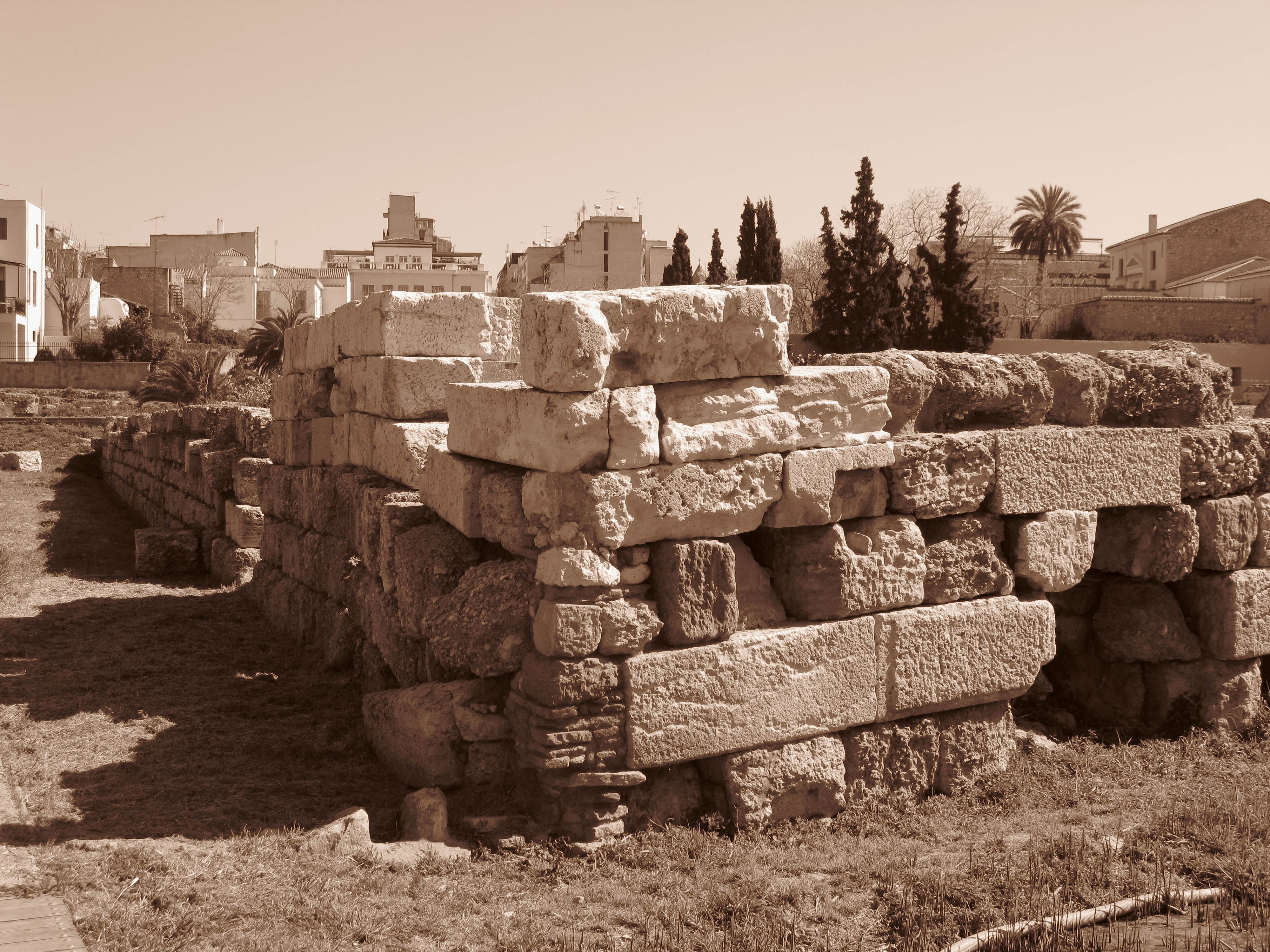
Mur de Temístocles al Ceràmic

Les guerres mèdiques van sorgir per l'intent de l'Imperi aquemènida de conquerir els grecs. El rei Darios el Gran no hi reeixí i el seu fill, Xerxes I, va dirigir les Segona Guerra mèdica (del 480 al 479 abans de la nostra era). La incursió de Xerxes arribà més lluny que la de son pare, i incendià Atenes. Les guerres mèdiques van deixar en els estats grecs la destrucció de molts edificis, estàtues i forts.
Als atenesos els preocupava estar desproveïts davant una incursió dels perses, per això Temístocles defensà la reconstrucció dels murs. Oposats a aquest projecte hi havia els espartans i els seus aliats del Peloponnés alarmats pel creixent poder d'Atenes. Aquests argumentaven que una Atenes emmurallada seria una base útil per a un exèrcit invasor, i que les defenses de l'Istme de Corint proporcionarien un escut suficient contra els perses. Tucídides relata les complexes maquinacions que Temístocles feu per a distraure i retardar els espartans fins que els murs fossen prou alts per donar una bona protecció.
El Mur de Temístocles s'acabà de construir en el 479 abans de la nostra era. Per a edificar-lo es reutilitzaren materials antics. Es van destruir temples, estàtues i altres ruïnes per la precipitació amb què es feu l'obra i el material fàcilment disponible.
Aquest mur tenia una longitud total de 8.500 metres, una alçada de 8-10 m, una amplària de 3 metres i disposava d'unes 13 portes.
La muralla va dividir al cementeri del demos Ceràmic, on es construïren escultures funeràries i s'erigiren dues grans portes que donen al nord-oest. Al costat sud era travessada per la Via Sacra a través de la Porta Sagrada. Al costat nord, la travessava un camí ample, el Dromos, que passava per la porta de doble arc, Dípilon (també coneguda com la Porta de Triàsia), i per l'Acadèmia Platònica a unes poques milles de distància.
Després de ser derrotats en la Guerra del Peloponnés el 404 ae, als atenesos se'ls obligà a destruir tots els murs. Quan s'hi restablí la democràcia, Conó reparà les muralles de la ciutat, al 394 ae. Enfront de la invasió macedònica del 338 ae, es va construir un mur més menut, el Proteichisma, com a defensa addicional.
Els murs van sofrir greus danys quan Sul·la assetjà i atacà la ciutat al 86 abans de la nostra era. Algunes seccions, les reconstruí l'emperador Valerià (253-260).

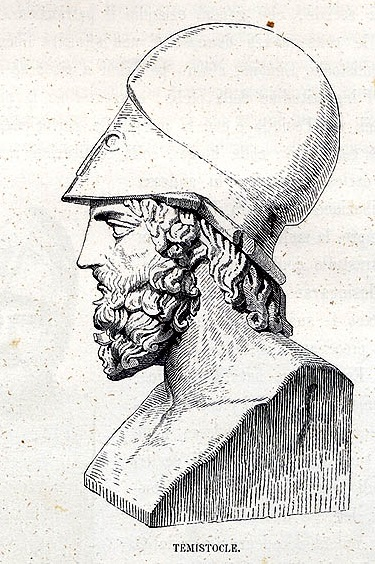
Temístocles, 524 ae - 459 ae

## Restes visibles

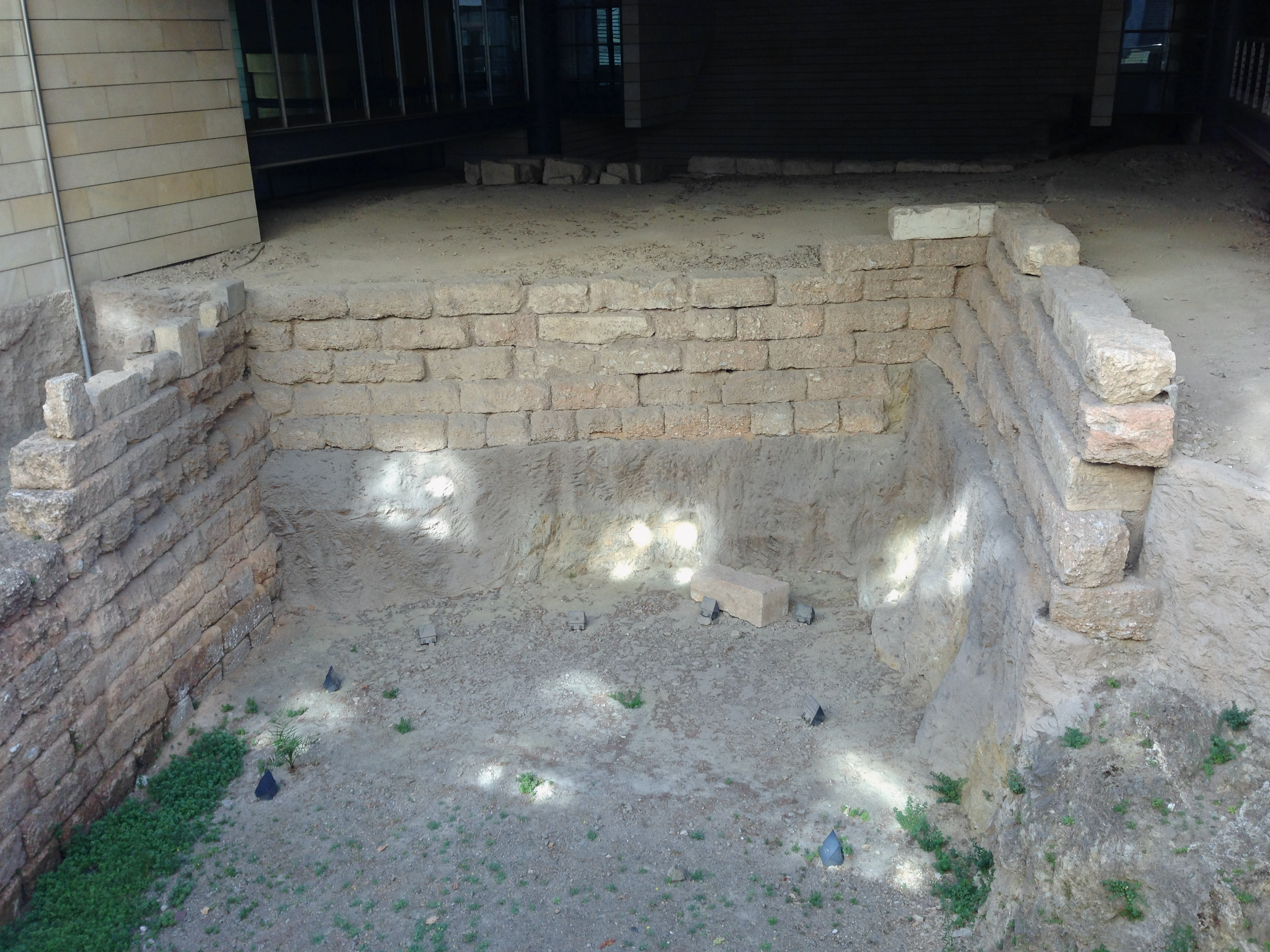
Porta d'Acarnània en les antigues muralles

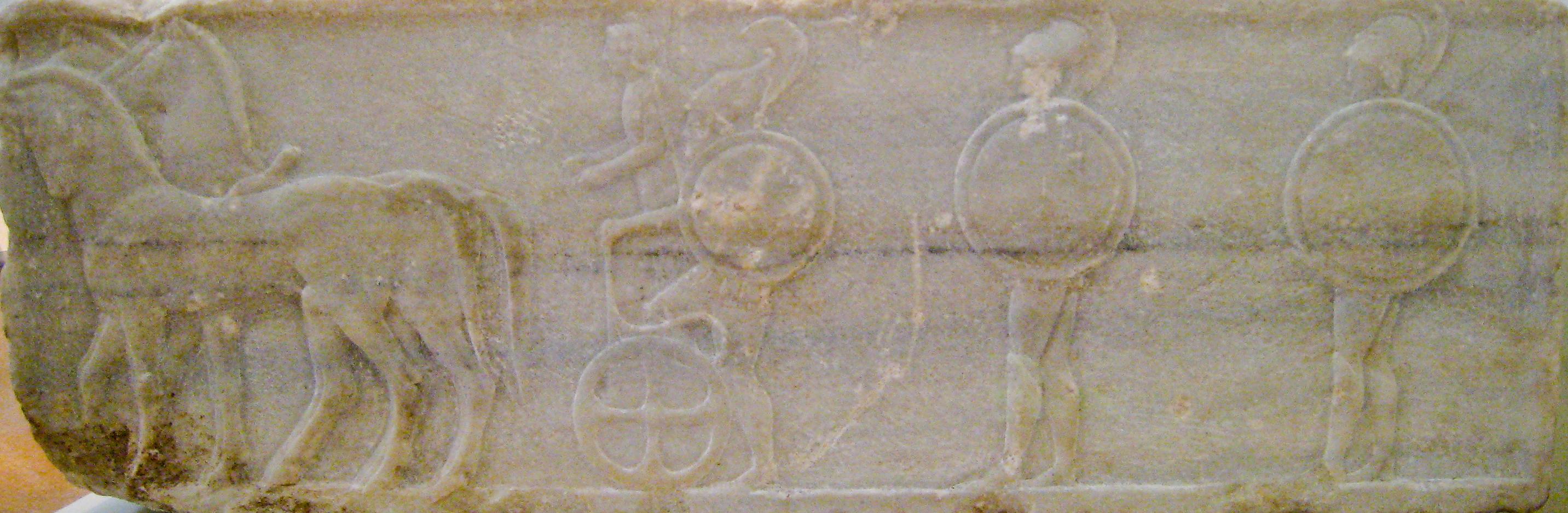
Carro i hoplites, emprat en la construcció del mur de Temístocles com a spolia

Les principals restes visibles en són:
- Al Ceràmic, la secció restant més alta.
- En la Pnyx (els seus fonaments).
- Prop de la plaça Kotsia, a prop de la Porta Acarnània, visible al soterrani del Banc Nacional del carrer Aiolou.
- A l'Erysichthonos, 29; una secció en un soterrani de la casa que estava just al nord de la Porta Peiraica.

## Portes
El Mur de Temístocles tenia algunes portes, que han estat excavades íntegrament o en part. Les més importants n'eren: 
- Dípilon (Δίπυλον, 'porta doble'), originàriament Portes de Triàsia (Θριάσιαι Πύλαι).
- Porta Sagrada (Ἱερὰ Πύλη).
- Porta Peiraica (Πειραϊκαὶ Πύλαι, 'Porta del Pireu').
- Porta de Demià (Δήμιαι Πύλαι, 'Porta del Botxí')
- Porta Eriai (Ήριαι Πύλαι, 'Porta de les Tombes').
- Porta d'Acarnià (Ἀχαρνικαὶ Πύλαι, 'Porta del demos d'Acarnas').
- Porta Nord-est (nom modern, nom antic desconegut).
- Porta de Diocares (Διοχάρους Πύλαι), no excavada.
- Porta d'Hippades (Ἱππάδες Πύλαι, 'Porta dels Genets') o Porta d'Egeu (Αἰγέως Πύλαι).
- Porta Diomeica (Διόμιαι Πύλαι, 'Porta del demos Diomeia'), no excavada.
- Porta d'Itonia (τώνιαι Πύλαι).
- Porta d'Halade (Ἅλαδε Πύλαι) o Porta Oriental de Faleric (Φαληρική Πύλη), no excavades.
- Porta Sud (nom modern, nom antic desconegut) o Porta occidental de Faleric (Φαληρική Πύλη).
- Dípilon sobre les portes (πυλον το ὑπέρ τῶν Πυλῶν).
- Porta Melitides (Μελίτιδαι Πύλαι, 'Porta del demos Melite')